# Parque nacional de Ugrá
Parque nacional de Ugrá (en ruso: Национальный парк Угра) es un parque nacional en el centro de Rusia, ubicado en el óblast de Kaluga, en el valle del río Ugrá. Fue establecido el 10 de febrero de 1997 para proteger los paisajes típicos de Rusia Central. Asimismo, el parque nacional y algunas otras áreas a su alrededor fueron declaradas reserva de la biosfera por la Unesco en el año 2002. La reserva de la biosfera tiene una superficie total de 1538,32 km² (incl. zona de amortiguamiento y zona de transición). La sede del parque nacional se encuentra en la ciudad de Kaluga.

## Topografía
La superficie total del parque es de 986 245 kilómetros cuadrados (380,8 mi²). Consta de siete clústers agrupados en tres áreas,
- La parte norte comprende el valle de Ugra desde la frontera con el óblast de Smolensk río abajo hasta el pueblo de Kurovskoye. Esta parte se divide entre los distritos (raión) de Dzerzhinski, Iznoski y Yújnov;
- La parte sur incluye el valle del río Zhizdra hasta su desembocadura; pertenece a los raiones de Kozelsk y Peremyshl;
- La parte de Vorotynsk, la más pequeña de las tres, rodea el asentamiento de tipo urbano de Vorotynsk y se divide entre los distritos de Babýnino y Peremyshl.

## Flora y fauna
Aproximadamente el 63 % del área consiste en bosques templados y boreales que se encuentran en el valle torrencial de los ríos Ugrá, Zhizdra y Oká. Los bosques consisten principalmente en pino silvestre (Pinus sylvestris), abedul común (Betula pendula), pícea de Noruega (Picea abies), roble común (Quercus robur), tilo norteño (Tilia cordata), arce de Noruega (Acer platanoides) y abedul pubescente (Betula pubescens). Se han identificado 1146 plantas vasculares en el parque nacional, incluidas rarezas como la orquídea soldado (Orchis militaris), la zapatilla de dama (Cypripedium calceolus) y la orquídea de hojas largas (Cephalanthera longifolia).

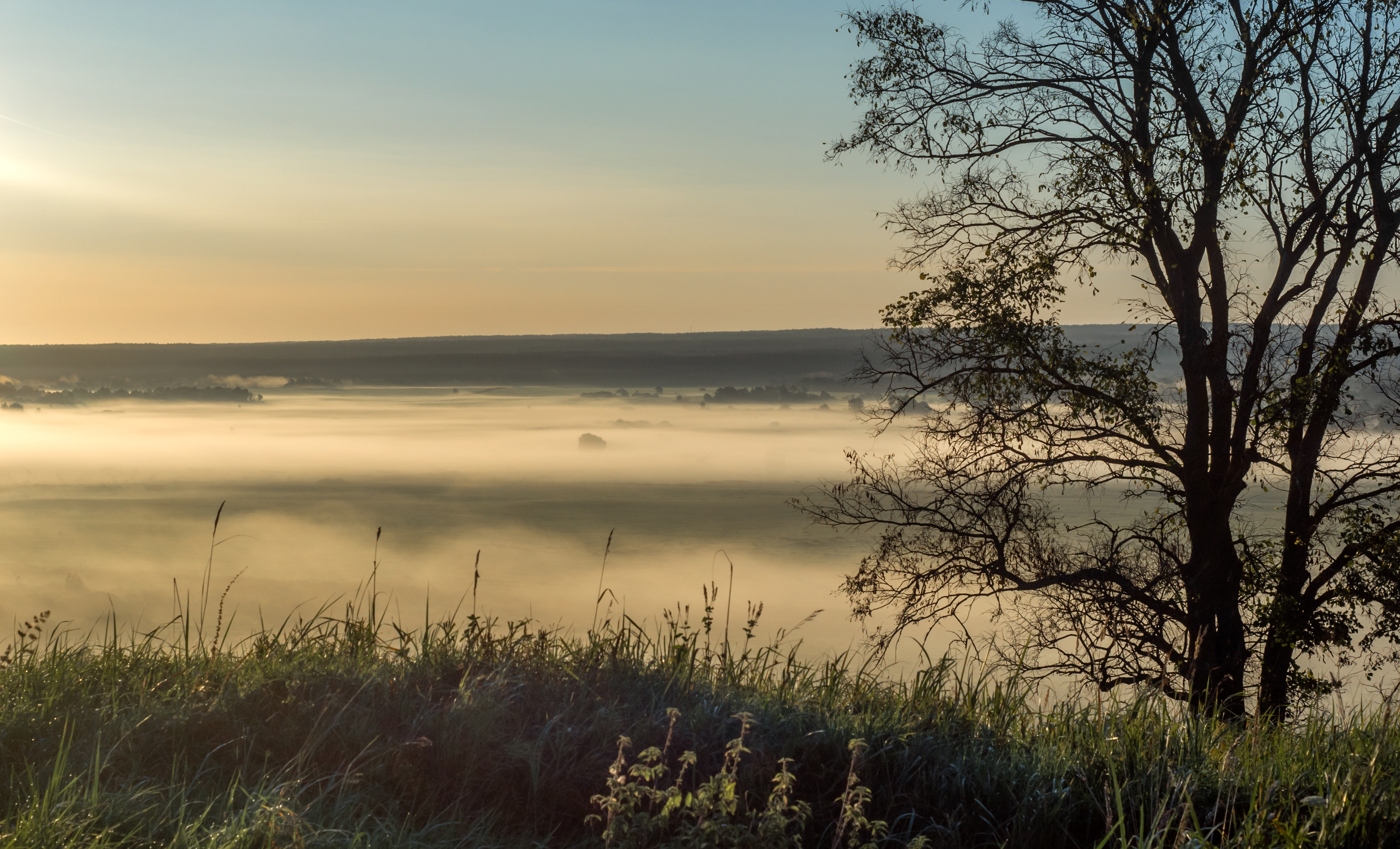
Parque nacional de Ugrá, valle del río Zhizdra cerca del pueblo de Podborki

Los mamíferos presentes en el parque incluyen el desmán ruso (Desmana moschata). En 2014 también se reintrodujeron bisontes europeos (Bison bonasus) en la zona. También hay aves raras como el urogallo (Tetrao urogallus), el grévol común (Tetrastes bonasia), el colimbo ártico (Gavia arctica), la cigüeña negra (Ciconia nigra), el águila moteada (Clanga clanga), el águila pomerana (Clanga pomarina), el águila imperial oriental (Aquila heliaca), águila real (Aquila chrysaetos) y pico mediano (Dendrocopos medius), entre otras especies más comunes como el papamoscas gris (Muscicapa striata), cerceta carretona (Anas querquedula) y chocha perdiz (Scolopax rusticola).

## Uso público
Los ríos del parque son populares para practicar kayak. El parque está ubicado en un área histórica con un número significativo de atracciones culturales que incluyen el monasterio de Optina Pustyn, la antigua ciudad medieval de Vorotynsk y la ubicación del gran encuentro del río Ugrá que tuvo lugar en 1480 entre los ejércitos del Gran Ducado de Moscú y la Horda de oro.